# Mansa varicornis
Mansa varicornis är en stekelart som först beskrevs av Cameron 1905.  Mansa varicornis ingår i släktet Mansa och familjen brokparasitsteklar. Inga underarter finns listade i Catalogue of Life.